# Медаль Короны короля Звонимира
Медаль Короны короля Звонимира (хорв. Kolajna krune kralja Zvonimira) — государственная награда Независимого Государства Хорватия.
Предназначалась для награждения военных и гражданских лиц за заслуги на благо хорватского народа и государства.
Медаль имела три степени — серебряную, бронзовую и железную медали.